# Nikoła Petkow
Nikoła Dimitrow Petkow (bułg. Никола Димитров Петков, ur. 21 lipca 1893 w Sofii, zm. 23 września 1947 tamże) – bułgarski polityk.

## Życiorys
Był synem premiera Bułgarii Dimityra Petkowa i bratem Petka. Studiował prawo na Sorbonie, w 1930 wstąpił do Bułgarskiego Ludowego Związku Chłopskiego, w latach 1932–1933 wchodził w skład jego władz, w latach 1938–1939 był deputowanym do Zgromadzenia Narodowego. Od 1943 działał w Komitecie Narodowym Frontu Patriotycznego, od września 1944 do 1945 sprawował urząd ministra bez teki. W 1945 był jednym z organizatorów reaktywowanego Bułgarskiego Ludowego Związku Chłopskiego, opozycyjnego wobec komunistów. 6 czerwca 1947 został aresztowany przez władze komunistyczne pod zarzutem przygotowywania przewrotu przy pomocy W. Brytanii i USA, 16 sierpnia 1947 skazany na śmierć i następnie powieszony.